# Perizoma perfasciata
Perizoma perfasciata là một loài bướm đêm trong họ Geometridae.